# Wehrkreis IX
Het Wehrkreis IX (Kassel)  (vrije vertaling: 11e militaire district (Kassel)) was een territoriaal militaire bestuurlijke eenheid tijdens 
het nationaalsocialistische Duitse Rijk. Het bestond vanaf 1935 tot 1945.
Het Wehrkreis IX was verantwoordelijk voor de militaire veiligheid van de deelstaten Hessen en Thüringen. En de bevoorrading en training van delen van het leger van de Heer in het gebied.
Het hoofdkwartier van het Wehrkreis IX  was gevestigd in Kassel.
Het Wehrkreis IX  had drie Wehrersatzbezirke (vrije vertaling: drie reserve militaire districten) Kassel, Frankfurt am Main en Weimar.

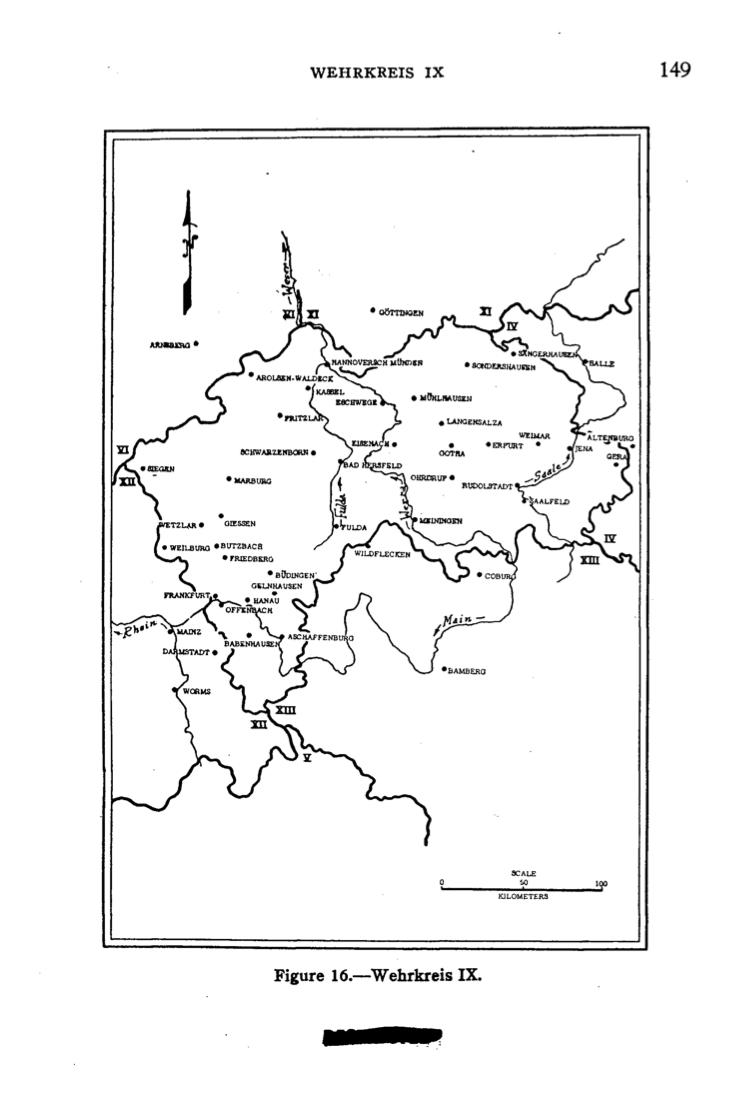
Kaart van het Wehrkreis IX in 1944.

## Bevelhebbers
| Rang                   | Naam                    | Begin                               | Eind                                     | Opmerking                                                        |
| ---------------------- | ----------------------- | ----------------------------------- | ---------------------------------------- | ---------------------------------------------------------------- |
| General der Artillerie | Friedrich Dollmann      | 1 mei 1935                          | 26 augustus 1939                         |                                                                  |
| General der Infanterie | Rudolf Schniewindt      | 26 augustus 1939 - 1 september 1939 | 1 mei 1942                               |                                                                  |
| General der Infanterie | Paul Otto               | 1 mei 1942                          | 30 april 1943 - 1 mei 1943 - 31 mei 1943 |                                                                  |
| General der Infanterie | Otto Schellert          | 1 mei 1943                          | 15 januari 1944 - 9 december 1944        |                                                                  |
| General der Kavallerie | Philipp Kleffel         | 15 januari 1944                     | 29 februari 1944 - 16 april 1944         |                                                                  |
| General der Infanterie | Otto Schellert          | 16 april 1944                       | 9 december 1944                          |                                                                  |
| General der Infanterie | Theodor Petsch          | 9 december 1944                     | Maart 1945                               | mit der Wahrnehmung der Geschäfte beauftragt (m. d. W. d. G. b.) |
| General der Infanterie | Maximilian Fretter-Pico | 30 maart 1945                       | 22 april 1945 - 8 mei 1945               | Op 22 april 1945 krijgsgevangen gemaakt door de Amerikanen.      |

## Hoofdkwartier

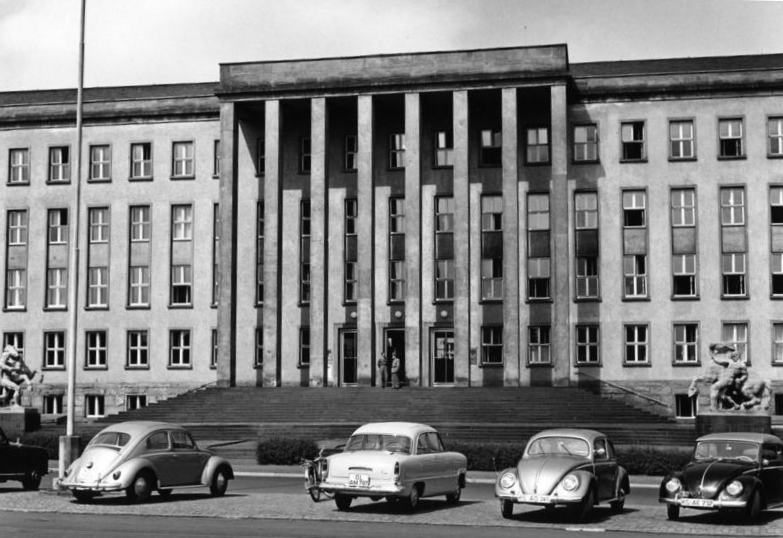
Het voormalige hoofdkwartier van het Wehrkreis in Kassel, 1958.
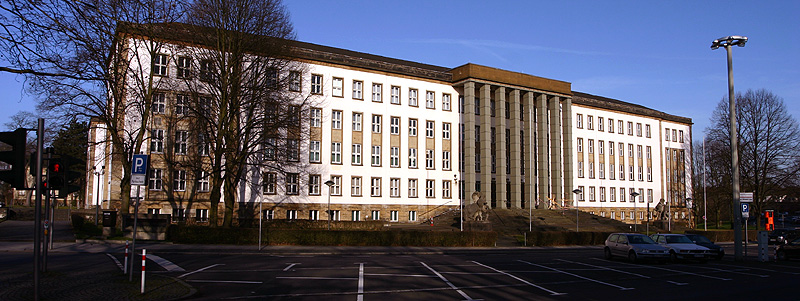
Het voormalige hoofdkwartier, tegenwoordig de zetel van het huidige Federale Sociale Hof, 2007.

## Politieautoriteit
Höherer SS- und Polizeiführer (HSSPF):
- Josias zu Waldeck und Pyrmont

Inspekteur der Ordnungspolizei (IdO):
- Georg Schreyer (1 augustus 1938 - 31 mei 1939[16])
- Rudolf Mueller-Boenigk (10 augustus 1944 - april 1945[17])

## Höhere Kommandeur der Kriegsgefangenen
- SS-Obergruppenführer en Generaal in de Waffen-SS en de politie Jozias van Waldeck-Pyrmont (1 oktober 1944 - 13 april 1945[18])